# HMS Fylgia (1907)
El HMS Fylgia (HMS: Hans/Hennes Majestäts Skepp, en sueco buque de su majestad) fue un crucero acorazado que formó parte de la Marina Sueca. Fue botado el 20 de diciembre de 1905, en los astilleros Bergsunds Mekaniska Verkstad, Finnboda, y utilizado hasta 1952, año en que fue dado de baja.

## Historia operacional

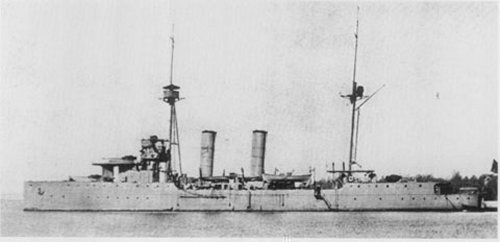
Crucero clase Flemming de la armada sueca.

Tras su alistamiento, fue considerado el crucero acorazado más pequeño del mundo.
Modificado su armamento durante la Primera Guerra Mundial, fue usado como buque escuela para el entrenamiento de cadetes, tras el conflicto.
El Fylgia fue nuevamente modernizado en 1939-1940, durante la Segunda Guerra Mundial, con modernas piezas de artillería antiaérea y sistemas de control de fuego.
Tras ser dado de baja, en 1953, se le retiró el equipo utilizable, así como su artillería que fue trasladada a Kalixlinjen en el norte de Suecia su casco fue usado durante unos años para ejercicios con misiles de ataque y antibuque. Em 1957 fue vendido siendo desguazado en Copenhague.

## Modificaciones
El crucero sufrió modificaciones en su armamento en los siguientes periodos:
- Primera Guerra Mundial:
8 cañones de 152 mm/50 Bofors M/1903
10 cañones de 57 mm/48 QF M/1889
2 cañones de 57 mm/55 AA M/1889B
2 cañones de 37 mm/39 M/1898B
2 tubos lanzatorpedos de 450 mm M/1904.

- Segunda Guerra Mundial:
8 cañones de 152 mm/50 Bofors M/1903
4 cañones de 57 mm/55 AA M/1889B
4 cañones de 40 mm/56 AA Bofors M/1936
2 cañones de 25 mm/58 AA Bofors M/1932
1 cañón de 20 mm/66 AA Bofors M/1940
2 tubos lanzatorpedos de 530 mm
2 lanzacargas de profundidad

## Galería

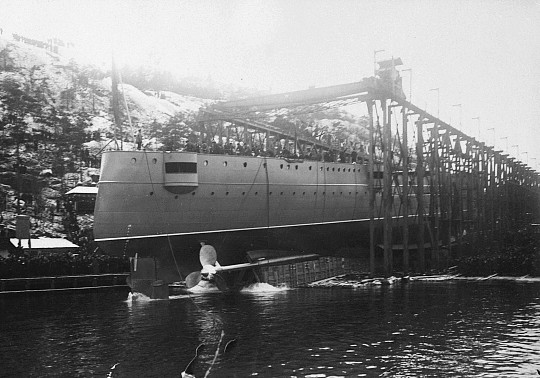
El Fylgia en su botadura, 1905
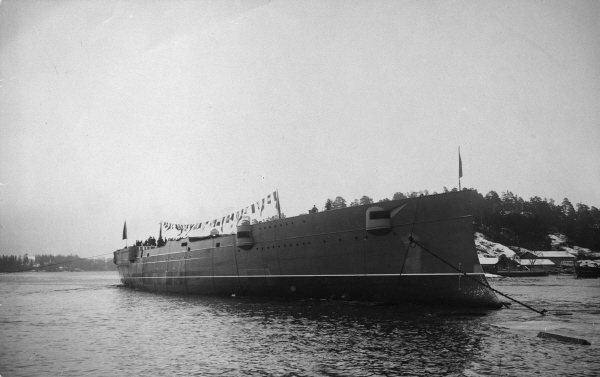
Otra imagen de su botadura
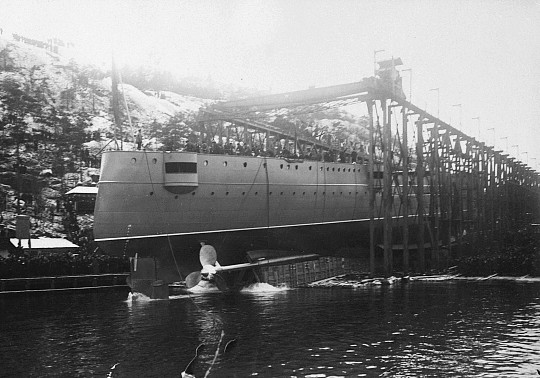
Botadura 20 de diciembre de 1905
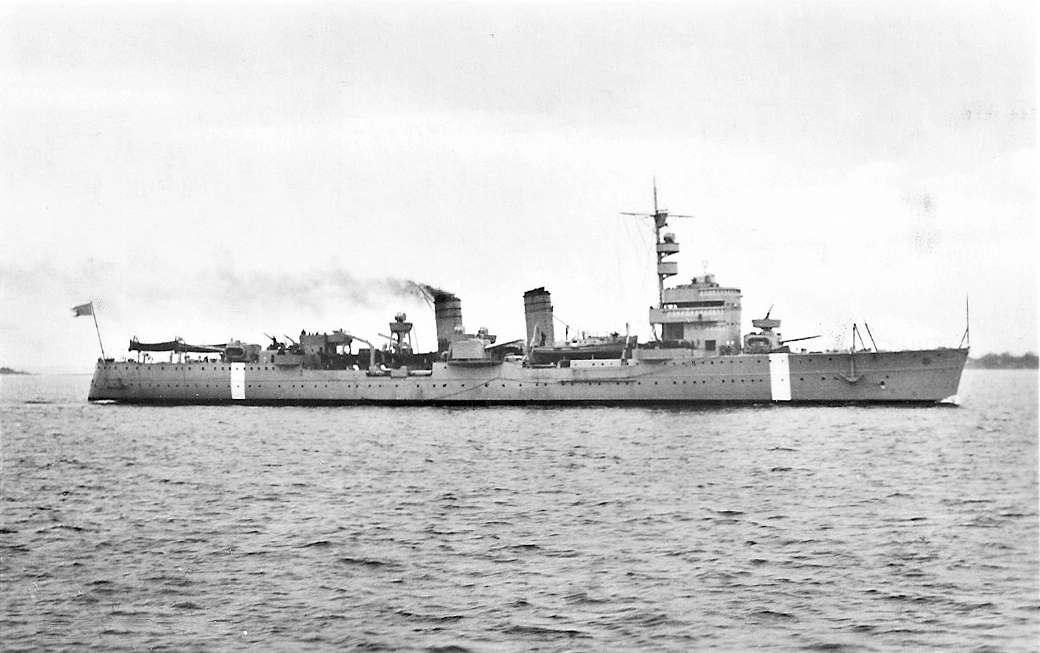
Otra imagen del crucero acorazado Fylgia
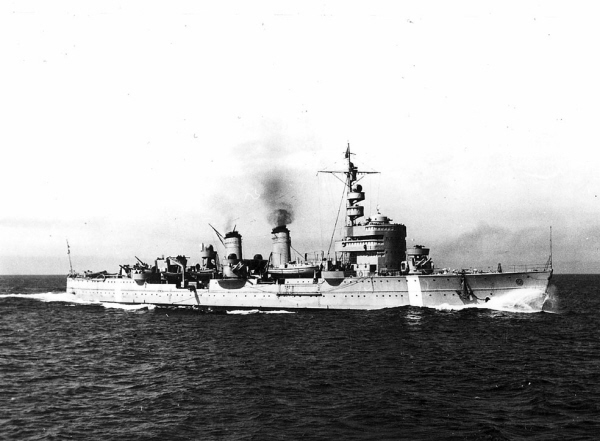
El Fylgia durante la II Guerra Mundial